# Bagni di Cortina - Marebbe
I Bagni di Cortina - Marebbe (in tedesco Bad Cortina - Enneberg) rappresentano una sorgente idrotermale dolomitica di acqua minerale, una tra le 32 ufficialmente riconosciute in Alto Adige.

## Storia
Questa sorgente si trova in località Bagni di Cortina (Bad Cortina), a sud di San Vigilio di Marebbe, e i primi cenni storici risalgono al 1780. 26 anni dopo, nel 1806, la sorgente venne distrutta da una frana, e solamente nel 1830 fu ricostruita.
Durante i due conflitti mondiali lo stabilimento entrò in crisi e dovette chiudere.
Oggi la fonte è principalmente ad uso privato, infatti è sfruttata solamente da una struttura alberghiera, tuttavia è rimasta aperta, nel retro dell'albergo, una fontanella accessibile al pubblico.

## Caratteristiche
L'acqua alla sorgente è citata come solfata, fluorata, calcica con iodio e con piccole dosi di boro, bario e bromo. La temperatura dell'acqua alla fonte è di 6,5 °C e viene catalogata come un'acqua mediamente mineralizzata, con una conducibilità elettrica di 962 µS/cm.
L'acqua è ritenuta "mediamente minerale" e viene consigliata per cure "idroponiche" (cioè l'acqua viene soprattutto bevuta).

## Utilizzi
Per decenni l'acqua venne usata per bagni curativi in vasche di legno, l'acqua veniva riscaldata a 41 °C e ogni sessione durava circa 20 minuti. Nell'acqua venivano aggiunte cime di abeti, di larici e radici che sprigionavano oli eterici curativi. Dopo l'immersione la vasca veniva ricoperta con assi di profumato cirmolo e coperte di spessa lana. Dopo il bagno era necessario un tempo di assoluto riposo visto anche lo stress fisico dell'acqua calda.
All'epoca, nelle Dolomiti i nobili passavano la cosiddetta Sommerfrische, i giorni freschi dell'estate, e soggiornavano in questi luoghi per più settimane o mesi. Una cura ai bagni di Cortina durava qualche settimana e si racconta che le persone tornavano ad essere pienamente vitali e purificate.